# Takako Kobayashi
Pour les articles homonymes, voir Kobayashi.
Takako Kobayashi (小林 貴子, Kobayashi Takako), née le 2 avril 1968, est une judokate japonaise.

## Palmarès international en judo
| Championnats du monde | Championnats du monde | Championnats du monde |
| Année                 | Médaille              | Catégorie             |
| --------------------- | --------------------- | --------------------- |
| 1989                  | bronze                | –61 kg                |
| Jeux asiatiques       |                       |                       |
| Année                 | Médaille              | Catégorie             |
| 1990                  | argent                | –61 kg                |